# Mamelucul (film)
Mamelucul (titlul original: în georgiană მამლუქი, transliterat: Mamluqi, în rusă Мамлюк, transliterat: Mamliuk) este un film dramatic-istoric sovietic, realizat în 1958 de regizorul David Rondeli, după romanul omonim al scriitorului Kondrate Tatarișvili (cunoscut și ca Uiarago), protagoniști fiind actorii Dato Danelia, Otar Koberidze, Vladislav Vașadze și Lia Eliava. 

## Preambul
Tradus din arabă, „mameluc” înseamnă un prizonier alb, un sclav. Încă din cele mai vechi timpuri, „mamelucii” erau numiți prizonierii de război din Egipt, care erau vânduți ca sclavi. Ei proveneau din țările turcice și caucaziene, inclusiv din Georgia. De-a lungul timpului, mamelucii din Egipt s-au transformat în mari bei feudali și au preluat puterea. Au condus Egiptul câteva secole, până la invazia lui Napoleon.

## Rezumat
Georgia, în a doua jumătate a secolului al XVIII-lea, a fost devastată de nenumărate invazii de dușmani externi și fragmentată în mai multe regate separate. Cetățile de pe coasta Mării Negre au devenit centre de vânzare a prizonierilor. Prinții și nobilii georgieni răpesc copiii țăranilor și îi vând negustorilor străini, care îi duc în străinătate pe piețele de sclavi.
Regatul Imereti, în anul 1759. Regele Solomon I emite un decret care interzice traficul de sclavi. Cu toate acestea, zece ani mai târziu, răpirea copiilor de la țărani de către prinți și nobili continua încă, deși acum este ilegală.
Doi băieți cam de zece ani, buni prieteni, Gocea și Hvicea au o viață fericită în satul lor de pe malul unui râu, unde păstoresc caprele, până când Gocea este răpit, dispărând fără urmă. Hvicea se împrietenește cu fiica preotului Țira. Nu la mult timp, este răpit și Hvicea, care este ținut în casa prințului Cearișvili și, în ciuda rugăminților mamei și a preotului, părintele Markoz, acesta este vândut intermediarului Fazil Pașa, de pe coasta Mării Negre.
Hvicea este îmbarcat pe o corabie de sclavi a negustorilor otomani, care îl duc, împreună cu alți copii, tineri și fete răpite, pe o piață de sclavi din Istanbul. Acolo Hvicea întâlnește întâmplător, un cunoscut al lui Gocea, care i-a spus că acesta a fost deja cumpărat de un negustor venețian. Hvicea este cumpărat de negustorul otoman Hussein-aga. Ambii prieteni sunt luați în sclavie pentru a-i face războinici loiali și fără milă. Gocea a fost dus la Veneția pentru a deveni centurion, iar Hvicea în Egipt, la sultanul mameluc.
În Cairo, sultanul mameluc Ali Bey, care tocmai a preluat puterea în Egipt înfrângându-i pe otomani, beii mameluci și suprimând răscoala săracilor felahi, îl cumpără pe Hvicea, îi dă un nou nume musulman „Mahmud”, îl face fiu adoptiv și văzându-l sârguincios, îl trimite să studieze într-o medresă musulmană.
Hvicea – „Mahmud” a crescut și a devenit un viteaz războinic egiptean-mameluc. În competițiile militare, îl învinge pe cel mai bun războinic al mamelucilor, Aslan-bei. Odată, sub ferestrele haremului lui Aslan-bei, „Mahmud” aude femeile cântând în limba sa maternă, georgiană. Încearcă să cunoască o fată, iar ea se dovedește a fi vechia sa prietenă Țira, care a fost și ea furată. Acum numele lui Țira este „Zeinab”. „Mahmud” încearcă să o ajute pe „Zeynab” să scape, dar evadarea eșuează. Paznicii o ucid pe Țira, iar „Mahmud” este închis. După un timp, a fost eliberat și trimis în armată, astfel, să-și ispășească vinovăția în luptă.
Au trecut mulți ani. „Mahmud” în multe bătălii cu vitejie și-a câștigat gloria și respectul militar din partea războinicilor mameluci, iar aceștia l-au ales într-o poziție militară importantă. În bătălii și campanii nesfârșite, a uitat de durerea sa. „Mahmud” devine unul dintre principalii bei mameluci din Egipt.
Este anul 1798. Napoleon Bonaparte începe campania împotriva Egiptului. În deșert, la poalele piramidelor antice, unde se dă o bătălie între armata lui Napoleon și mamelucii egipteni, soarta face ca prietenii din copilărie să se întâlnesc din nou. Mamelucul „Mahmud” în timpul unui duel cu un ofițer francez, „centurion venețian”, îl rănește.
Centurionul, căzând de pe calul său în nisip, exclamă în georgiană „Vai, nana!” (Of mamă!). Auzindu-l, „Mahmud” Hvicea se apropie de el și luîndu-l în brațe pe muribund, îl recunoaște pe prietenul său de joacă din copilărie,  Gocea. Dar lupta încă nu s-a sfârșit, iar un glonte rătăcit îl doboară pe mameluc, care cade peste prietenul său.

## Distribuție
- Dato Danelia – Hvicea în copilărie
- Vaja Djodjua – Gocea în copilărie
- Manana Londaridze – Țira în copilărie
- Otar Koberidze – Hvicea adult, „Mahmud”
- Vladislav Vașadze – negustorul venețian / Gocea adult, centurion venețian
- Lia Eliava – Țira adultă, „Zeinab”
- Mihail Vașadze – Taguia, tatăl lui Hvicea
- Duduhana Țerodze – Mzeha, mama lui Hvicea
- Edișer Magalașvili – nobilul Revia
- Veriko Andjaparidze – mama prințului Rodam
- Buhuti Zakariadze – preotul, părintele Markoz
- Șakro Gomelauri – negustorul Ali-Iusuf
- Grigol Kostava – negustorul Zaidol
- Guram Sagaradze – negustorul Ibahim
- Zurab Laperadze – negustorul Ali-Hussein-аgа
- Kahi Kavsadze – Rezo, sclav pe navă, apărătorul fetei
- Akaki Horava – sultanul mameluc Ali-bei al-Kabir
- Gheorghi Șavgulidze – mamelucul Aslan-bei
- Tarizl Sakvarelidze – Napoleon Bonaparte
- Mihail Mgheladze – vizirul

## Lansare
A fost lansat în anul 1959 și a avut parte de mare succes comercial, fiind vizionat de 27,6 milioane de spectatori în cinematografele din Uniunea Sovietică.